# 石川県道43号丸山加賀線
石川県道43号丸山加賀線（いしかわけんどう43ごう まるやまかがせん）は、石川県小松市と加賀市を結ぶ主要地方道（石川県道）である。

## 概要
小松市南部に位置する新丸地区・大杉谷地区と加賀市東部とを結ぶ。しかし、小松市大杉町から同市菩提町間の一般車両の通行が通年通行不能となっている。車両通行不能区間内に戸谷隧道がある県道として知られている。

### 路線データ
- 起点：石川県小松市丸山町シ3番100地先（牛ヶ首峠・国道416号交点）
- 終点：石川県加賀市分校町フ88番1地先（分校交差点・国道8号（国道305号重複）交点）

## 歴史
- 1930年（昭和5年）：戸谷隧道竣工[2]。
- 1935年（昭和10年）11月18日：能美郡大杉谷村（現在の小松市南部）の山崎橋が竣工[3]。
- 1960年（昭和35年）10月15日：道路法（昭和27年法律第180号）第7条の規定に基づき、加賀市梶井町（現在の梶井北交差点、石川県道39号山中伊切線上）を起点に、那谷寺正門前（小松市那谷町）を梶井那谷線（整理番号57）として路線認定[4]。同路線は、起点から東へ進み、加賀市分校町を横切って、分校交差点（現在の終点・国道8号との交点）を通り、以降は現在の当県道とほぼ同じ経路を通って那谷寺前の終点に至るコースだった。
- 1973年（昭和48年）3月31日：小松市大杉町辰の部（現在の石川県道161号大杉長谷線の交点）から那谷寺の正門前を辰の部那谷線として路線認定[5]。
- 1982年（昭和57年）
  - 4月1日：道路法（昭和27年法律第180号）第56条の規定に基づき、梶井那谷線の一部および辰の部那谷線などを「丸山加賀線」として主要地方道に指定[6]。
  - 10月5日：道路法（昭和27年法律第180号）第10条第1項の規定に基づき、梶井那谷線および辰の部那谷線を路線廃止[7]。同日、梶井那谷線のうち、加賀市梶井町から同市分校町の分校交差点の区間を除く区間および辰の部那谷線の全区間を主要地方道として現在の路線名で新たに路線認定[8]。
- 1993年（平成5年）5月11日 - 建設省から、県道丸山加賀線が丸山加賀線として主要地方道に再指定される[9]。
- 2009年（平成21年）：戸谷隧道を経る車両通行不能区間の小松市大杉町 - 同市菩提町の両端部にバリケードが設置され、関係者（車）以外の通行を遮断。[要出典]

## 路線状況
戸谷隧道は、かつて通行幅制限0.8mの道路標識が設置されていたともあるほど極めて狭く、トンネル内部に照明設備もなくコウモリも群生するところで知られる。その様子から、主要地方道でありながら「究極の険道」といわれる。

### 重複区間
- 石川県道11号小松山中線（小松市那谷町地内）

### 車両交通不能区間
- 小松市大杉町 - 戸谷隧道 - 同市菩提町

### トンネル
- 戸谷隧道
  - 小松市大杉町と同市菩提町を結ぶ当県道唯一のトンネル。菩提峠直下に掘られ、1930年（昭和5年）竣工[2]。延長402m[2]、総幅員2.1m[2]、有効高2.2m[2][11]。路面はコンクリートで舗装されており[2]、平面線形は直線[2]で、縦断勾配1.0％[2]である。照明設備は無く、非常電話や消火器、火災報知機といった非常施設も設置されていない[2]。

## 地理

### 通過する自治体
- 小松市
- 加賀市

### 交差する道路
- 国道416号（小松市丸山町・牛ヶ首峠、起点）
- 石川県道161号大杉長谷線（小松市大杉町）
- 石川県道11号小松山中線（小松市那谷町）
- 国道8号（加賀市分校町・分校町交差点、終点）

### 沿線にある施設など
- 小松市立大杉少年自然の家
- 那谷寺

### 峠
- 牛ヶ首峠
- 菩提峠